# Organza

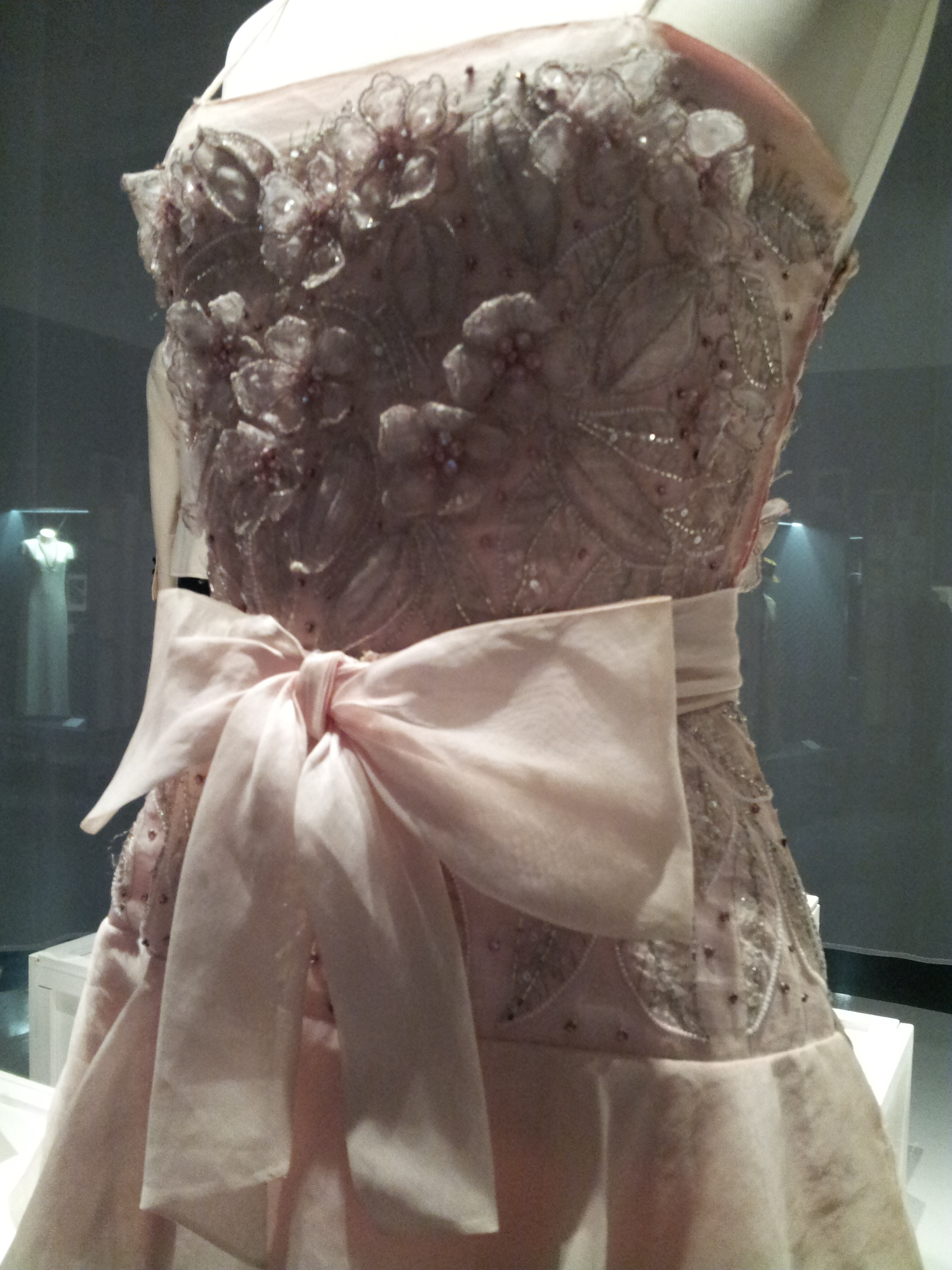
Japon van Organza, Nina Ricci

Organza is een dunne, los geweven vorm van textiel. Traditioneel wordt de stof van zijde gemaakt, maar moderne vormen bestaan uit synthetische garens zoals polyester of nylon. Organza wordt voor luxe kleding gebruikt, zoals bruidskleding. Organza kan ook een dunne stof zijn, die wordt gebruikt om een naad in een kledingstuk af te dekken. De stof is vermoedelijk naar de Turkmeense stad Oud-Urgench genoemd, onderdeel van de noordelijke zijderoute.